# ファビオ・バラーゾ
ファビオ・バラーゾ（イタリア語: Fabio Balaso、1995年10月20日 - ）は、イタリアの男子バレーボール選手である。

## 来歴
イタリア・セリエAにて、2018年よりASバレー・ルーベでプレーしチームの3連覇に貢献。2018-19シーズンには欧州チャンピオンズリーグ優勝と世界クラブ選手権の優勝に貢献し、世界クラブ選手権ではベストリベロ（ドリームチーム）を受賞した。
2021年、イタリア代表として欧州選手権優勝に貢献し、自身もベストアウトサイドヒッター（オールスターチーム）を受賞した。同年の世界クラブ選手権でもチームを準優勝に導き、自身もベストリベロ（ドリームチーム）を受賞した。
2022年、世界選手権でイタリアの優勝に貢献し、自身もベストリベロ（ドリームチーム）を受賞した。

## 球歴
- イタリア代表
  - オリンピック - 2024年
  - 世界選手権 - 2022年
  - ネーションズリーグ - 2018年、2021年、2022年
  - 欧州選手権 - 2017年、2019年、2021年
  - ヨーロッパ競技大会 - 2015年
- イタリアユース代表
  - U21世界選手権 - 2015年
  - U20欧州選手権 - 2014年
  - 欧州ユース選手権 - 2013年

## 所属チーム
- ASD Silvolley Trebaseleghe （2011-2012年）
- パッラヴォーロ・パドヴァ （2012-2018年）
- ASバレー・ルーベ （2018年-）

## 受賞歴
- 2019年 - 世界クラブ選手権 - ベストリベロ
- 2021年 - 欧州選手権 ベストリベロ
- 2021年 - 世界クラブ選手権 - ベストリベロ
- 2022年 - 世界選手権 ベストリベロ